# Egon Berger
Egon Berger (Újgradiska, 1912 – Zágráb, 1988, április 26.) horvát partizán, író, a jasenovaci koncentrációs tábor túlélője és a „44 hónap Jasenovacon” című könyv szerzője.

## Élete
Egon Berger Újgradiškán született 1912-ben, zsidó családban. A második világháború előtt Zágrábban textilmunkás volt. A Független Horvát Állam (NDH) megalakulása után lett a Horvátországi Nemzeti Felszabadító Mozgalom tagja. 1941 augusztusában Bergert két usztasa ügynök tartóztatta le a Radišina utca 1. sz. alatti üzlet előtt, ahol dolgozott. A legszükségesebb holmikkal, amennyit sietve össze tudott szedni, a nova vesi börtönbe vitték, ahol már a többi fogvatartott is volt. Három napot töltött ott, majd Zavrtnicára vitték, ahol más fogvatartottakkal együtt a „Kristalum” gyár raktárában helyezték el. Tizenegy nap után, 1941. szeptember 10-én Bergert negyven fogvatartottal a jasenovaci koncentrációs táborba deportálták. 44 hónapot töltött Jasenovacon, ahol tanúja volt a tábori fogvatartottak számtalan likvidálásának és Miroslav Filipović brutalitásának, akit később háborús bűnökért egy német katonai bíróság és egy jugoszláv polgári bíróság is elítélt. 1945. április 23-án Berger részt vett a táborból való kitörésben. A Bergerrel az áttörésben részt vevő 176 fogvatartott közül csak 10 maradt életben. Berger közvetlenül ezután csatlakozott Jugoszláv Népi Felszabadítási Hadsereg XXI. dandárjának a 4. szerb brigádjához. 1966-ban kiadta a „44 hónap Jasenovacban” című könyvét, amelyben leírta jasenovaci bebörtönzését. Egon Berger Zágrábban halt meg 1988. április 26-án. A zágrábi Mirogojban temették el.

## Műve
44 mjeseca u Jasenovcu (44 hónap Jasenovácon), Grafički zavod Hrvatske, 1966.

## Fordítás
Ez a szócikk részben vagy egészben  az   Egon Berger című horvát Wikipédia-szócikk ezen változatának fordításán alapul.  Az eredeti cikk szerkesztőit annak laptörténete sorolja fel. Ez a jelzés csupán a megfogalmazás eredetét és a szerzői jogokat jelzi, nem szolgál a cikkben szereplő információk forrásmegjelöléseként.